# Prefektura Saga

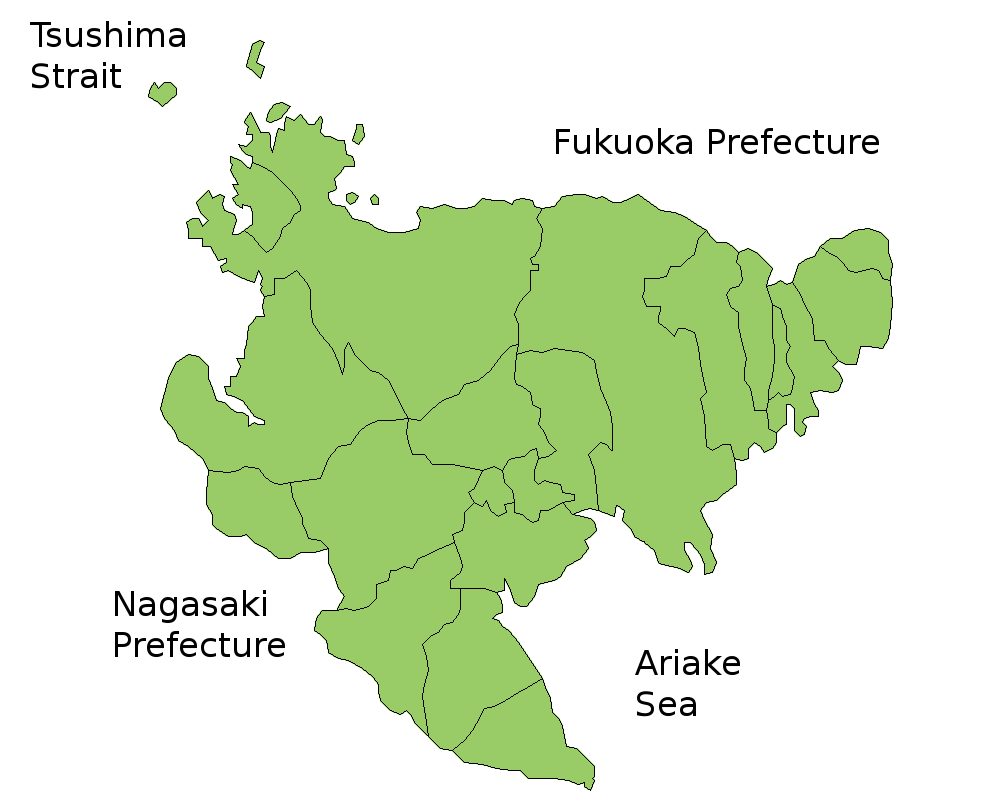
Mapa prefektury Saga

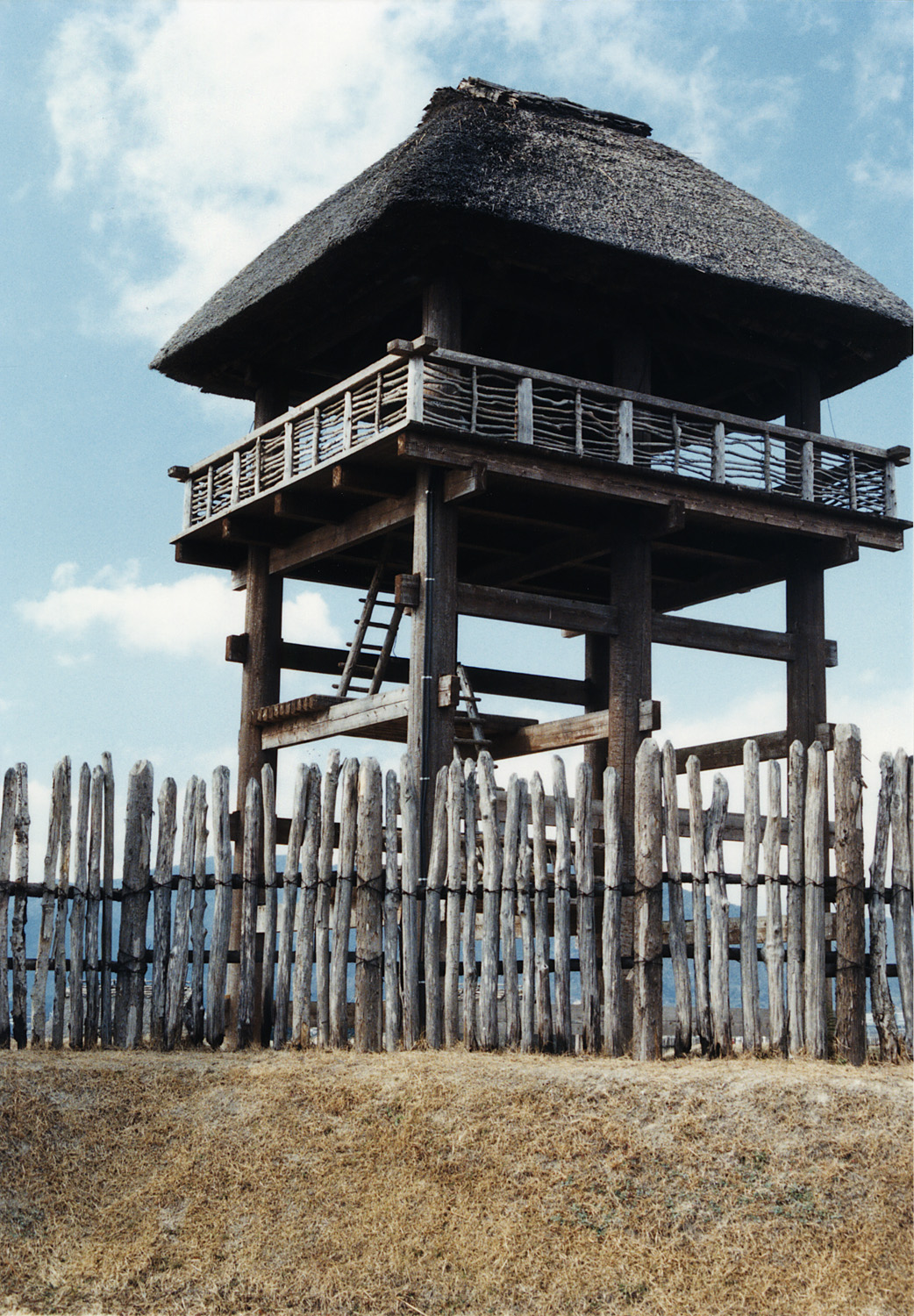
Rekonstrukce budov z období Jajoi v Jošinogari

Prefektura Saga (japonsky: 佐賀県, Saga-ken) je jednou ze 47 prefektur Japonska. Nachází se na ostrově Kjúšú. Hlavním městem je Saga.
Prefektura má rozlohu 2439,31 km² a k 1. říjnu 2005 měla 866 402 obyvatel.

## Historie
Na území dnešní prefektury se dříve rozkládala provincie Hizen. Během období Edo zde vládl klan Nabešima. Vzhledem k blízkosti asijské pevniny byla Saga branou pronikání pevninské (čínské, korejské) kultury do Japonska.

## Geografie
Saga je nejmenší prefektura na ostrově Kjúšú. Leží v severozápadní části ostrova. Na severu sousedí s mořem Genkai a Cušimským průlivem a na jihu s Ariackým mořem.

### Města
V prefektuře Saga je 10 velkých měst (市, ši):
| - Imari (伊万里) - Kanzaki (神埼) - Karacu (唐津) - Kašima (鹿島) - Ogi (小城) | - Saga (佐賀) (hlavní město) - Takeo (武雄) - Taku (多久) - Tosu (鳥栖) - Urešino (嬉野) |

## Zajímavosti
Turistickou atrakcí je archeologické naleziště s replikou osady z období Jajoi v Jošinogari.